# 六角光滑球虫
六角光滑球虫（学名：Liosphaera hexagonia）为光滑球虫科光滑球虫属的动物。分布于中太平洋，包括南海等海域。